# Михайлуца, Владимир Петрович
Влади́мир Петро́вич Михайлу́ца (род. 25 сентября 1957, Дубна, Московская область) — советский и российский художник, дизайнер и фотограф, медиахудожник. Поклонник и популяризатор светографики и люминографии. Основатель и председатель Санкт-Петербургского Люминографического общества (2007).

## Биография

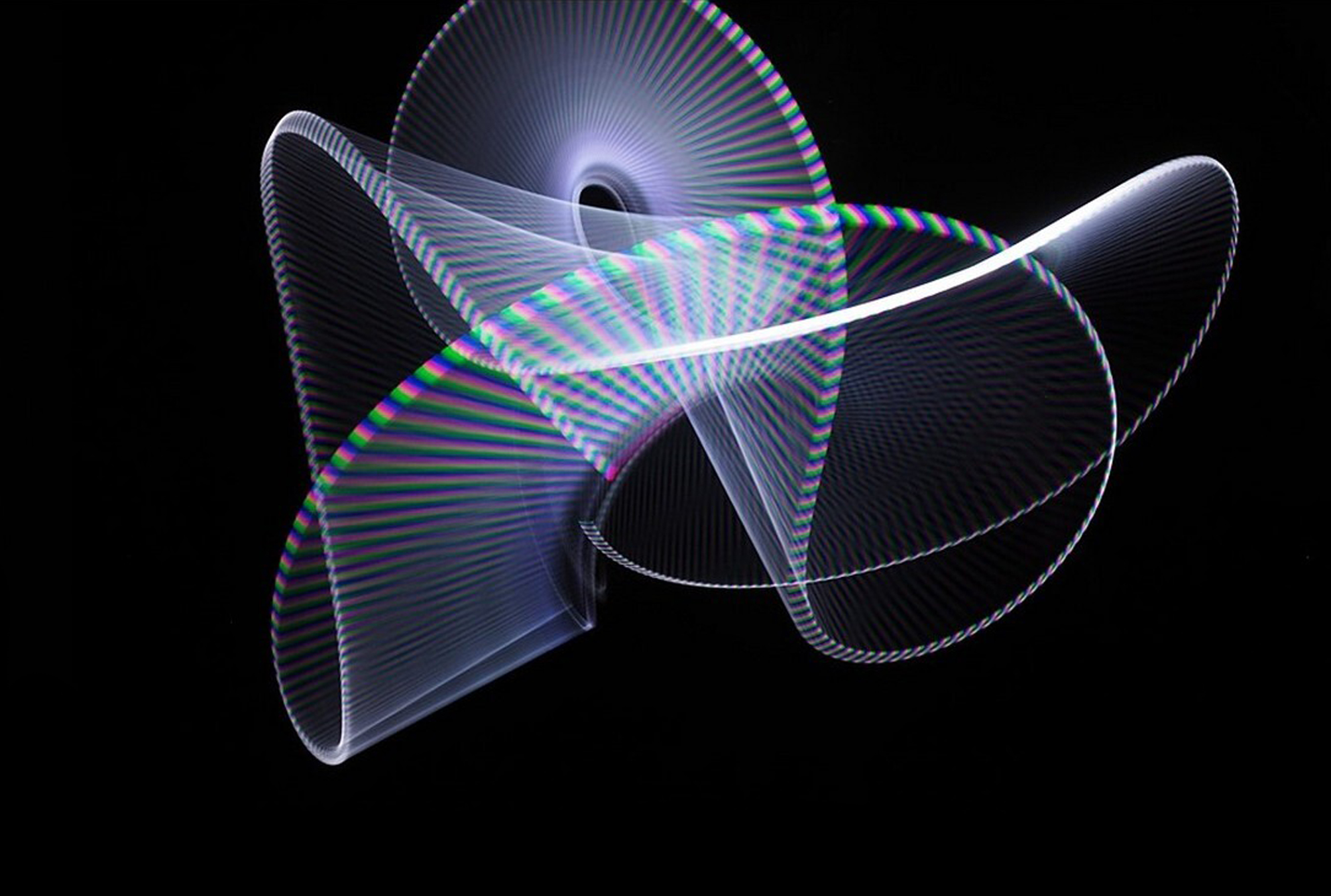
Световая композиция, фотография, 2018

Владимир Михайлуца родился 25 сентября 1957 года в городе Дубна Московской области.
Учился в Ленинграде. В 1976 году с красным дипломом окончил Ленинградское художественно-графическое педагогическое училище №2; в 1981 году – Ленинградское высшее художественно-промышленное училище имени В.И. Мухиной, отделение Дизайн интерьера.
После службы в Советской армии жил и несколько лет работал в Москве: на комбинате рекламно-оформительских работ, затем на художественном комбинате МИНБЫТ РСФСР.
В 1987 году вернулся в Ленинград .
Фотохудожник, график, медиахудожник. Специализация: художественная и экспериментальная фотография.
Член секции графики Санкт-Петербургского Союза художников (с 2005). Основатель и председатель Люминографического общества Санкт-Петербурга (2007).
Член группы художников "TUT-I-TAM"; участник выставок группы петербургских художников "Я"; член Всемирного Альянса Рисующих Светом (LPWA). Дипломант конкурса фотографии "Искусство сохранения энергии" (2007). Награжден первой премией и официальной медалью от Геологического Музея Армении (2020). Лауреат премии «Мастер» в номинации "Фотограф года" международного фестиваля искусств Мастер класс (2021).
Дипломант конкурса фотографии Всероссийского музея А. С. Пушкина в год 225-летнего юбилея поэта (2024).
Художник, живописец с помощью техники и профессиональных приемов может показать свое индивидуальное видение пейзажа, даже не выходя за пределы мастерской. Другое дело – фотограф. Его присутствие на месте съемки определено основополагающим принципом фотографирования. Зрителю будет интересно увидеть знакомые виды любимого города в моей авторской, художественной интерпретации
В 2010-е годы художник, параллельно с формальными световыми экспериментами в цифровой фотографии, активно занимается работай на бумаге. Сочетая формальные приёмы ташизма и абстрактного экспрессионизма в станковой графике, создаёт импровизационные листы, отсылающие своей непосредственной закономерностью  к автоматизму ранних европкйских сюрреалистов.
Живет и работает в Санкт-Петербурге.

## Музейные коллекции
Работы художника находятся в частных и музейных собраниях в России и за рубежом.
- Государственный Русский музей[11]. СПб.
- Новосибирский государственный художественного музея,
- Музей Царскосельская коллекция. (Пушкин).
- Музей А. С. Пушкина в Санкт-Петербурге.
- Мурманский областной художественный музей.
- Геологический музей имени О. Т. Карапетяна. (Ереван. Армения).
- Haegeumgang Theme Museum. (Кодже. Южная Корея).

## Выставки
С 1990 года участник более ста петербургских и международных выставок и конкурсов.
В том числе: 11-я Выставка ТЭИИ, Выставочный зал Союза художников России на Охте (1990), Двое из Питера в музее Риги (Латвия, 1991); выставка петербургской фотографии Град, город, city (Российский Центр Науки и Культуры в Вене, Австрия, 2005), Приключения черного квадрата (Государственный Русский музей, 2007), Петербург и Международный фестиваль экспериментального искусства (Центральный выставочный зал Манеж, 2008–2011), I и II Биеннале фотографии (Государственный Русский музей, Мраморный дворец, 2009, 2012), Выставки экспериментальной фотографии Люминографического общества Санкт-Петербурга (Государственный музей городской скульптуры, 2008; Малый зал Манежа, 2009, 2012). И ряде других.
Персональные выставки художника состоялись в Музее-квартире И. И. Бродского "На все времена", 2005; "Цифровая башня или тайна Башни грифонов", 2009), в галерее Борей; ("Люминографика", 2007), в Музее истории профессионального образования; "Антимиры", 2012, в Музее современного искусства им. Дягилева СПбГУ (выставка люминографии "Светоделика", 2015), выставка экспериментальной фотографии в Государственном музее Царскосельская коллекция (Пушкин) ("Архитектоника", 2016), в галерее современного искусства "Моховая, 18" ("В поисках света. Магия люминографии", 2016), в Центре Михаила Шемякина (выставка фотографии "Сияние", 2018), в галерее "Vnutri" ("С другой стороны света", 2018), в галерее современного искусства 14/45, (выставка фотографии "Сопричастность", 2021) и в Музее-квартире А. А. Блока (выставка фотографии "А мир — прекрасен, как всегда", 2023).

## Галерея портретов
В Санкт-Петербурге Владимир Михайлуца более 20 лет известен и своими фоторепортажами с вернисажей выставок, документацией художнической жизни города, портретами художников, скульпторов и искусствоведов.

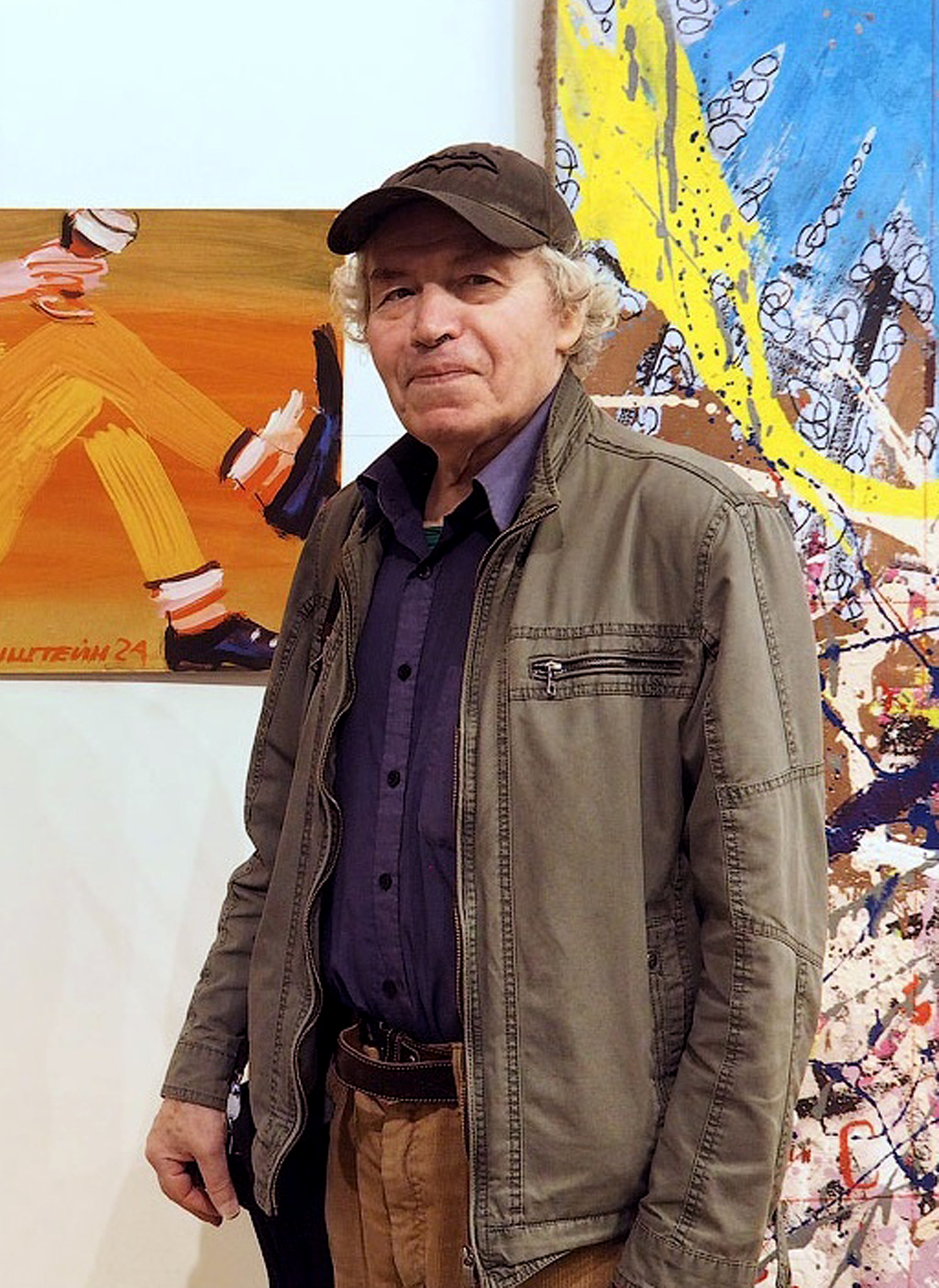
Арон Зинштейн. 2024
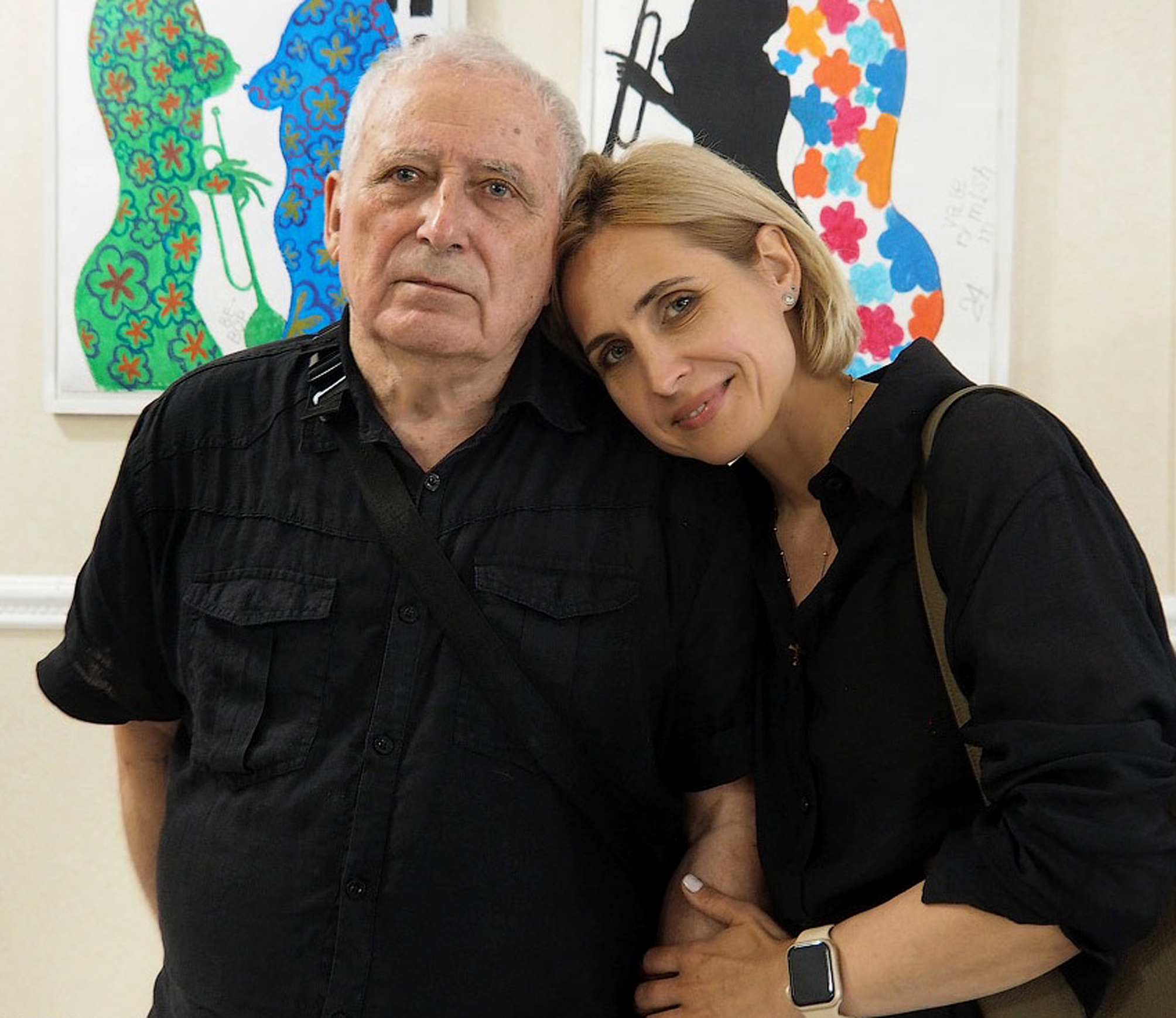
Валерий Мишин с дочерью. 2024
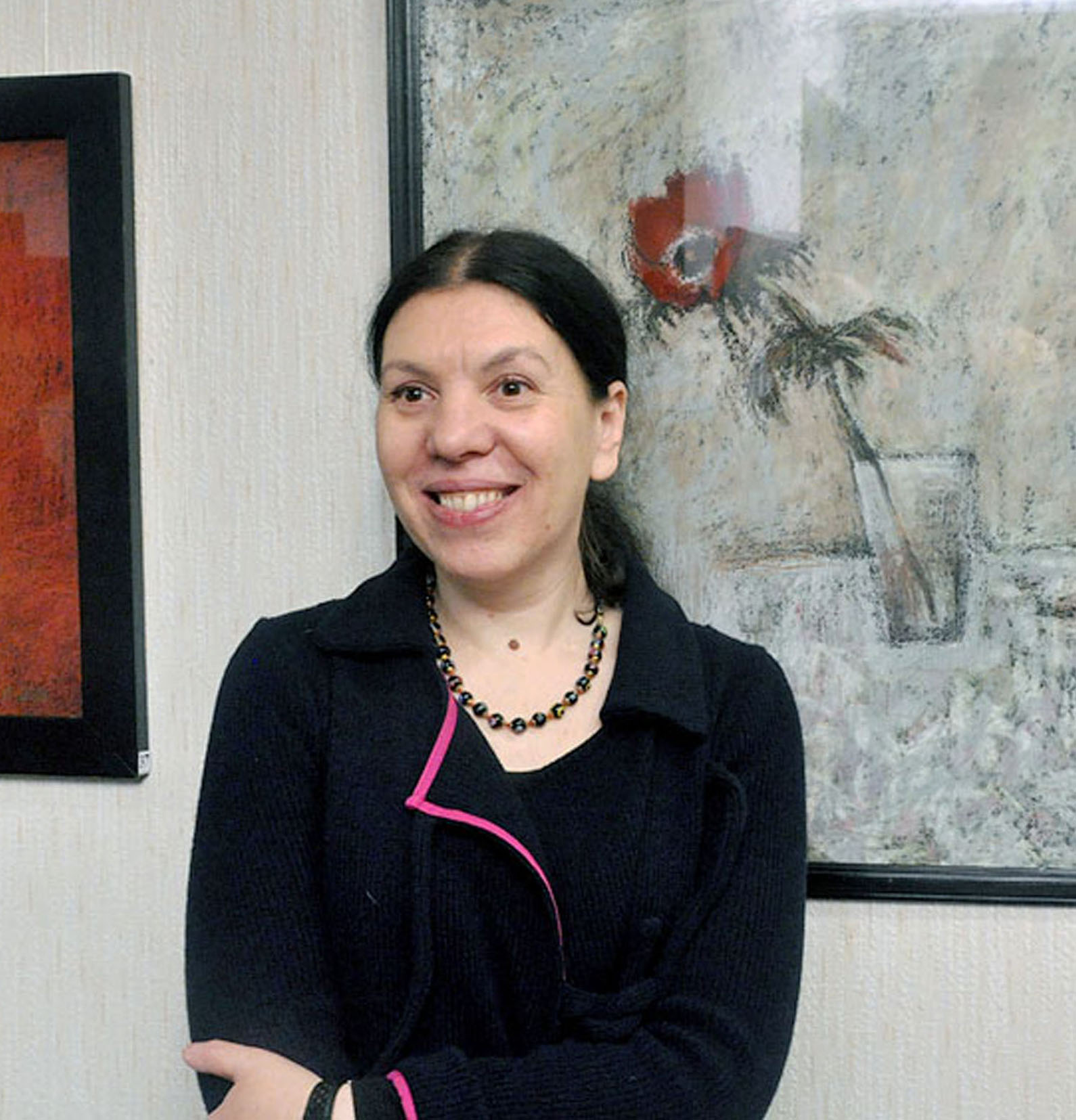
Екатерина Посецельская. 2016
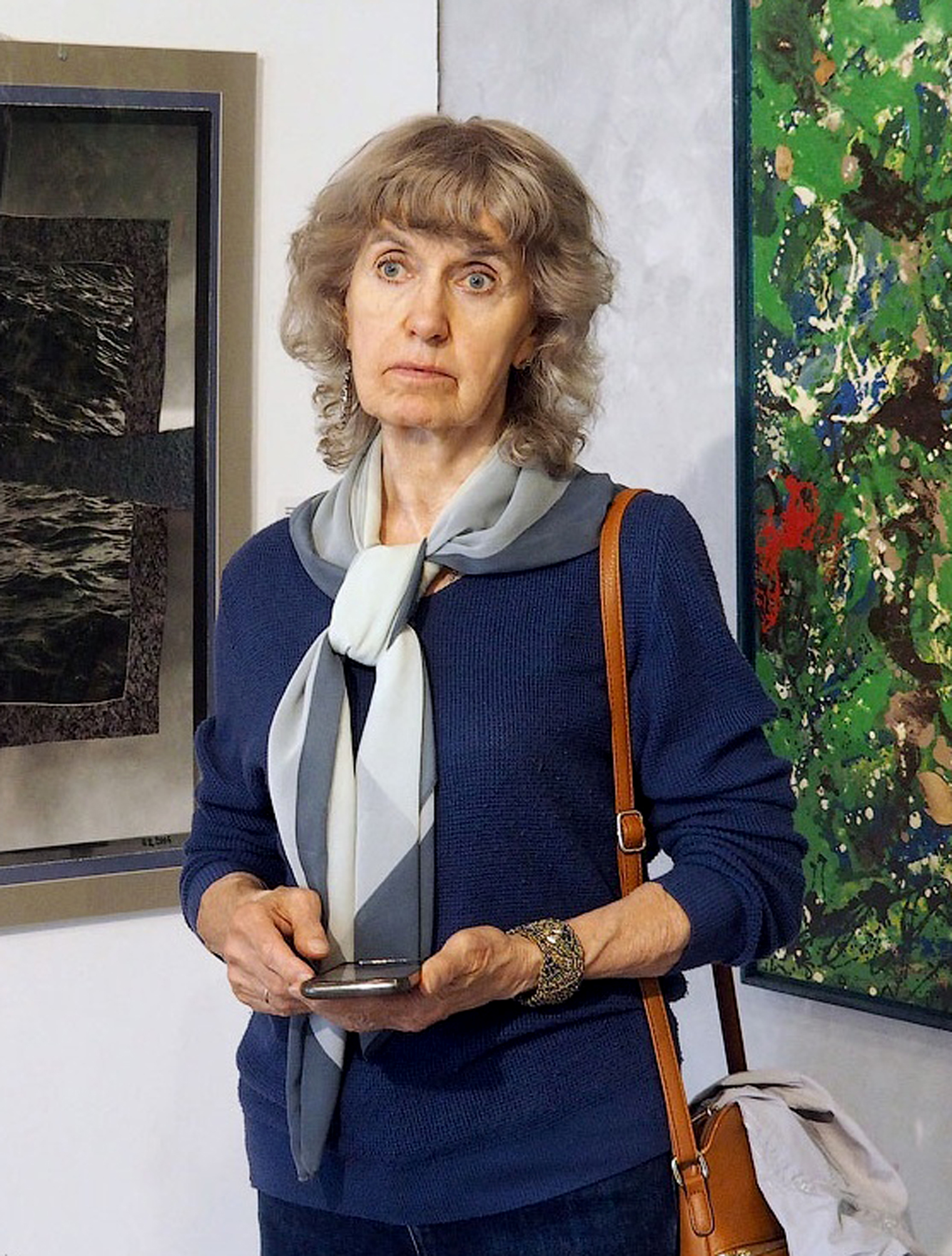
Наталья Цехомская. 2024
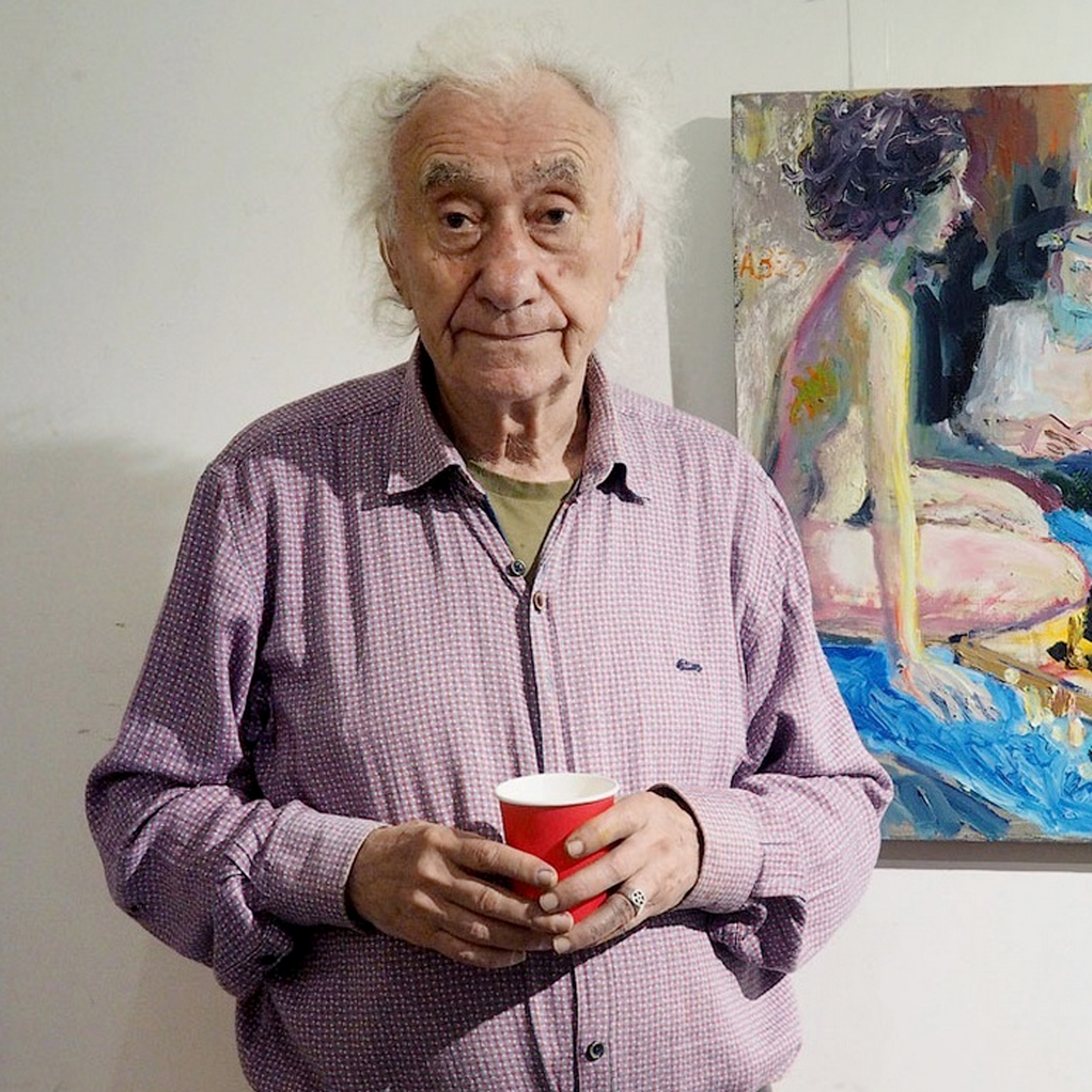
Анатолий Заславский. 2024
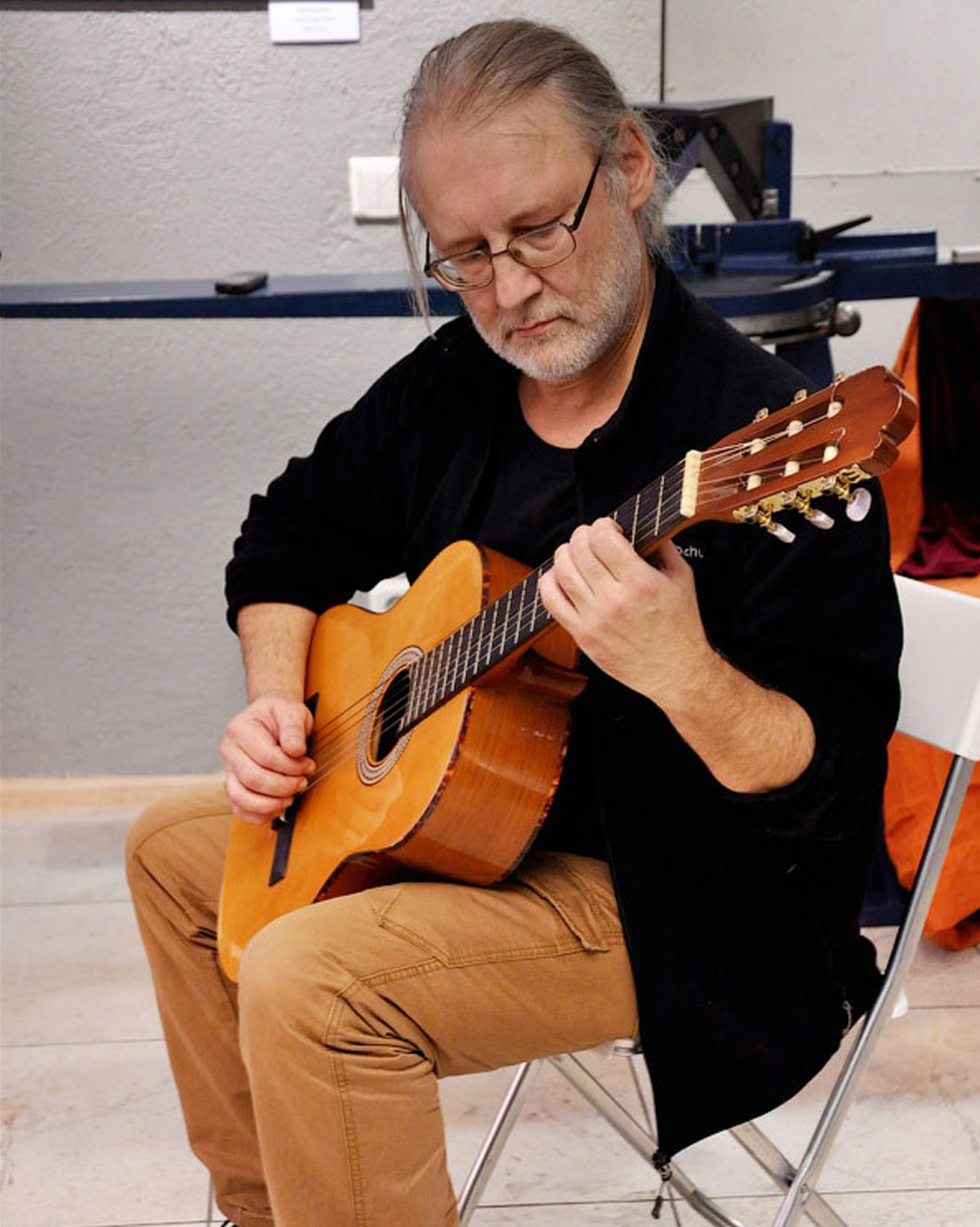
Игорь Баскин. 2017
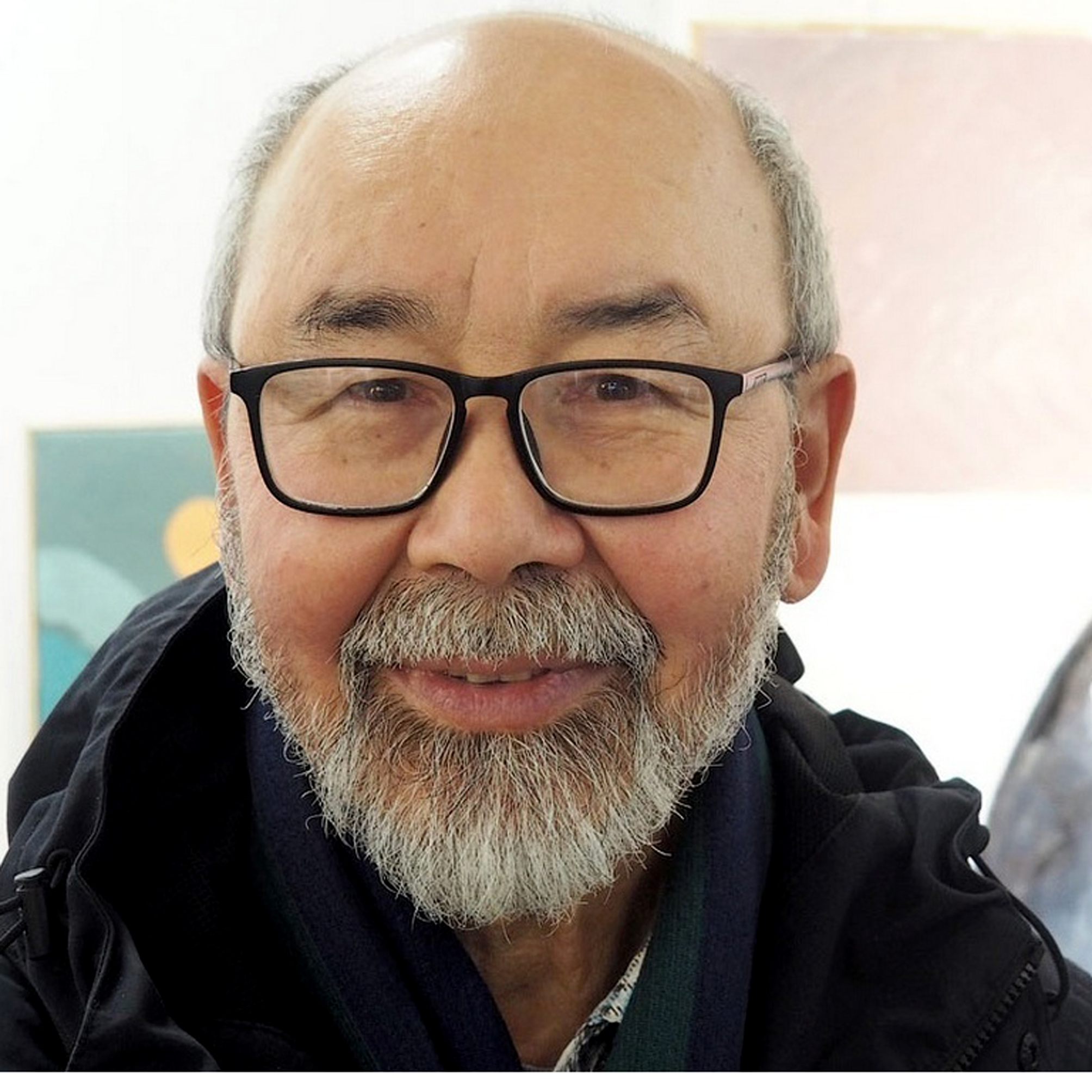
Гафур Мендагалиев. 2024
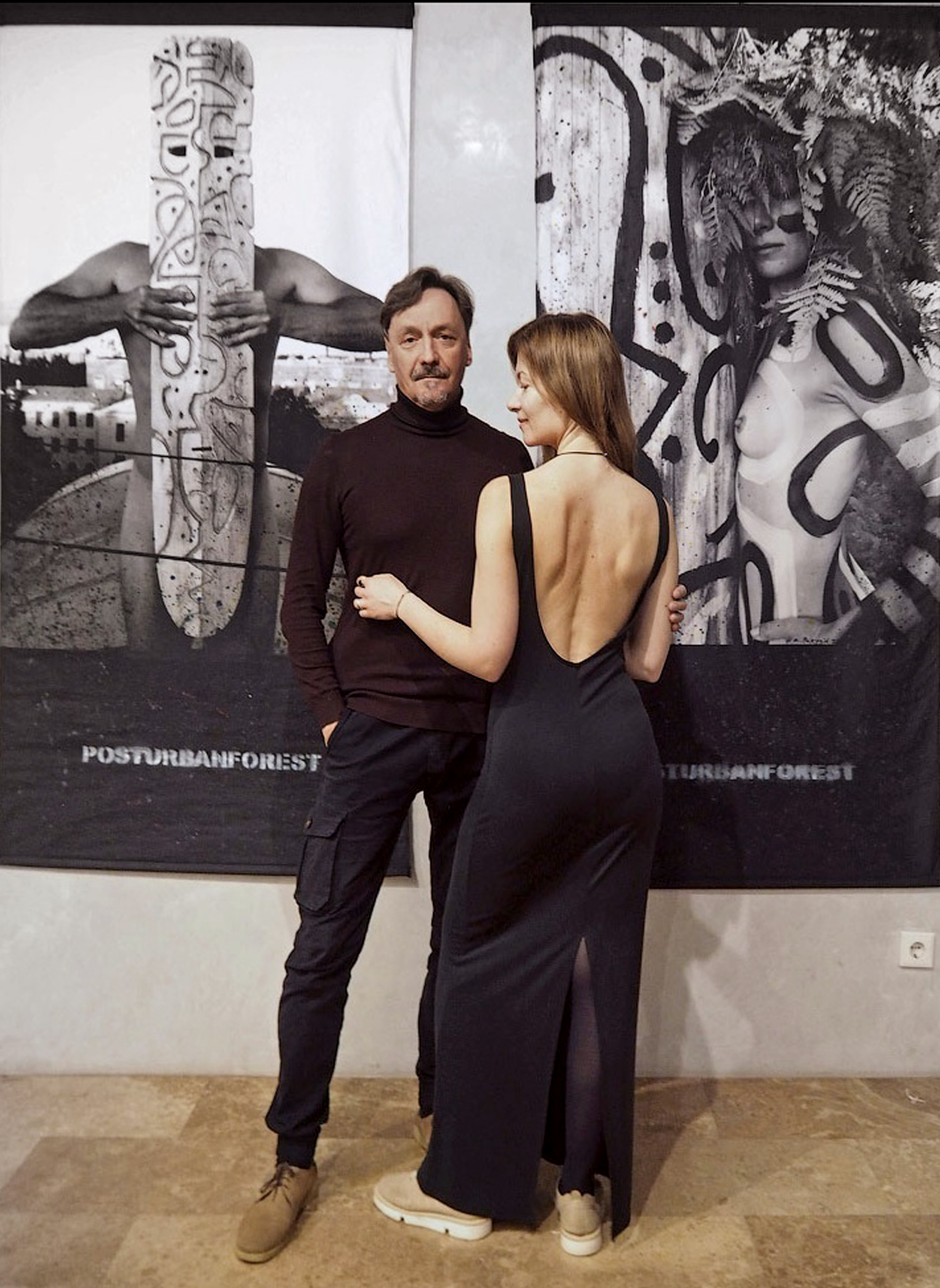
Алексей Парыгин и Лана Конокотина. 2024
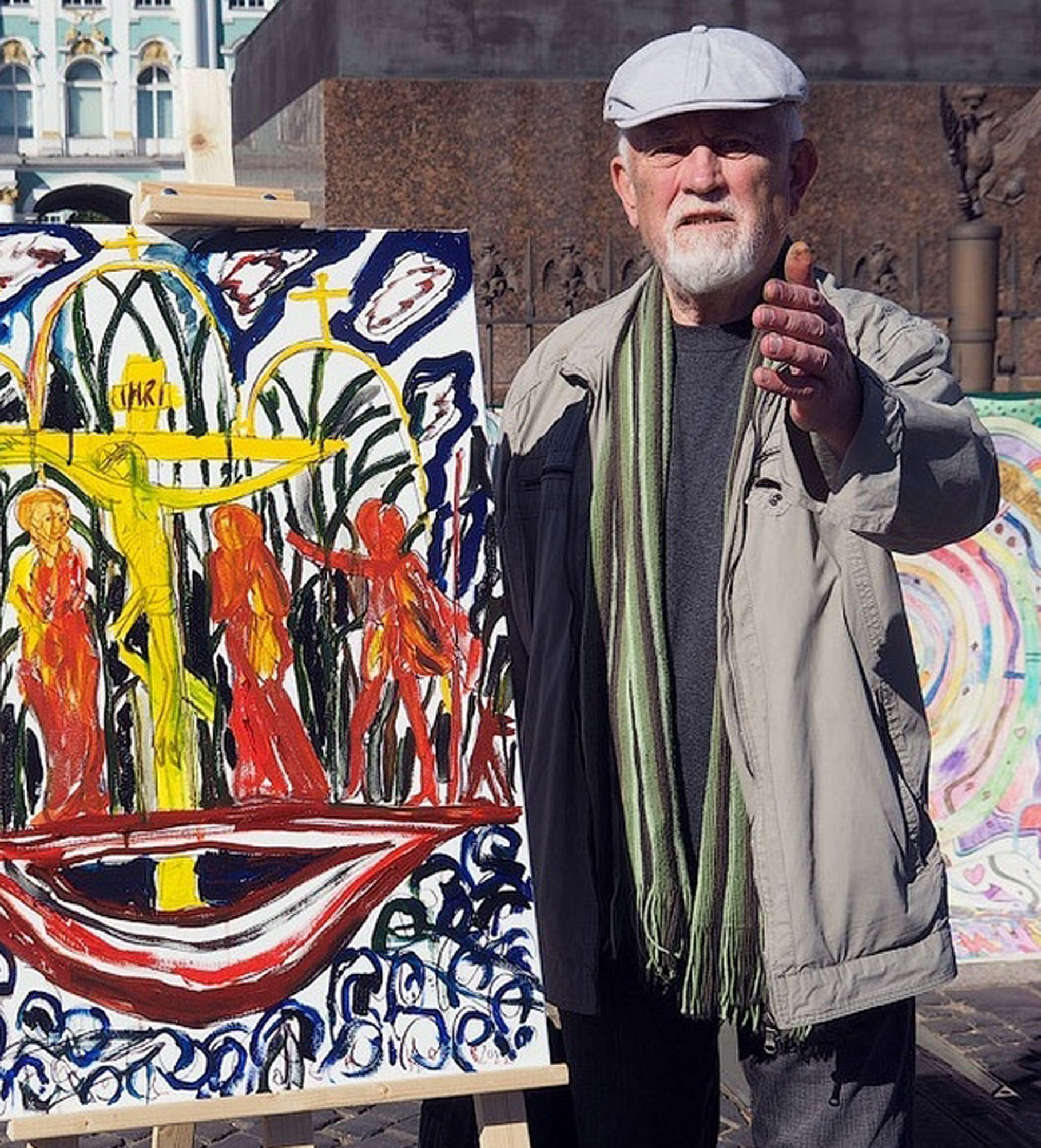
Феликс Волосенков. 2022
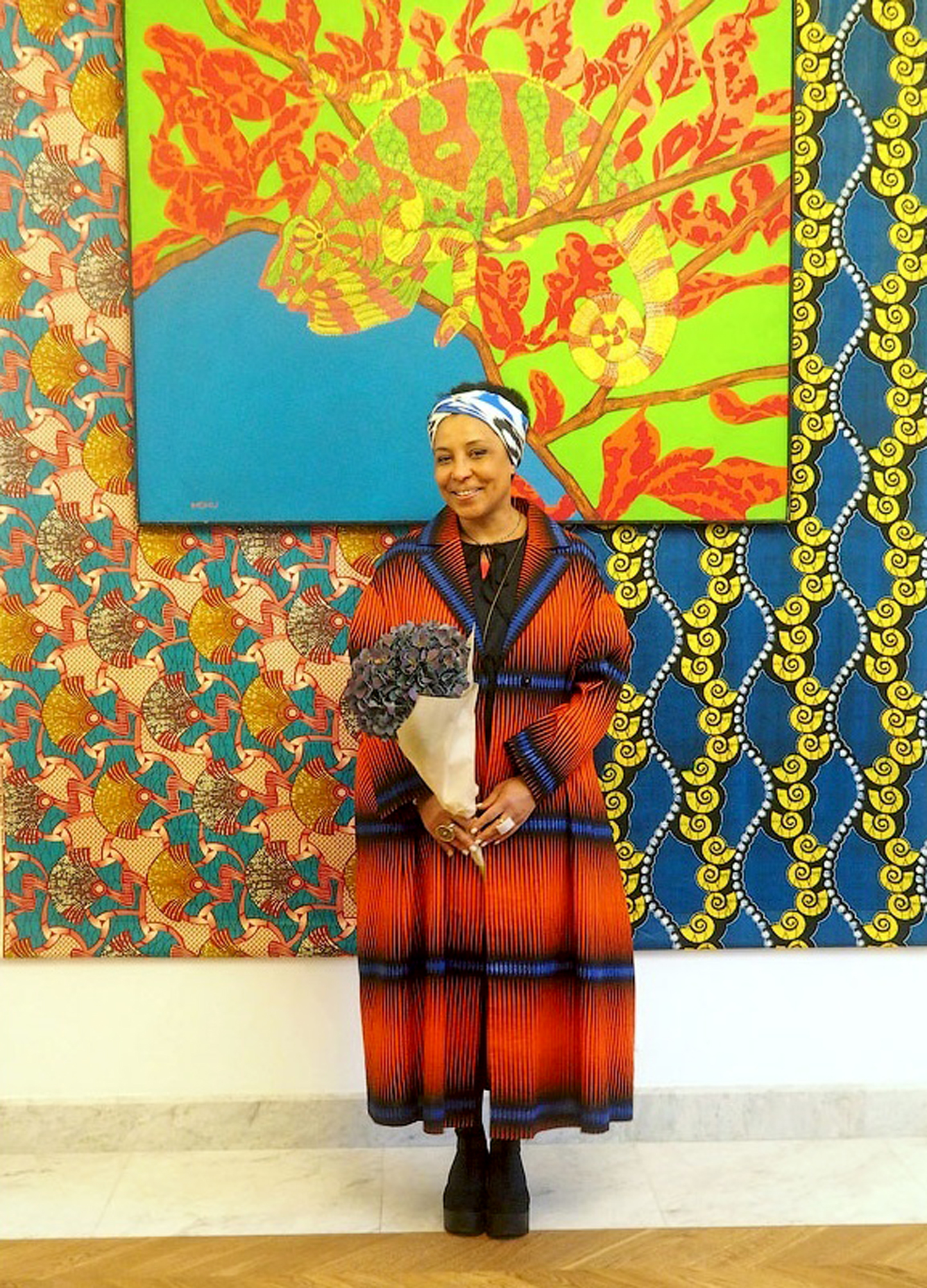
Марина Икоку. 2021
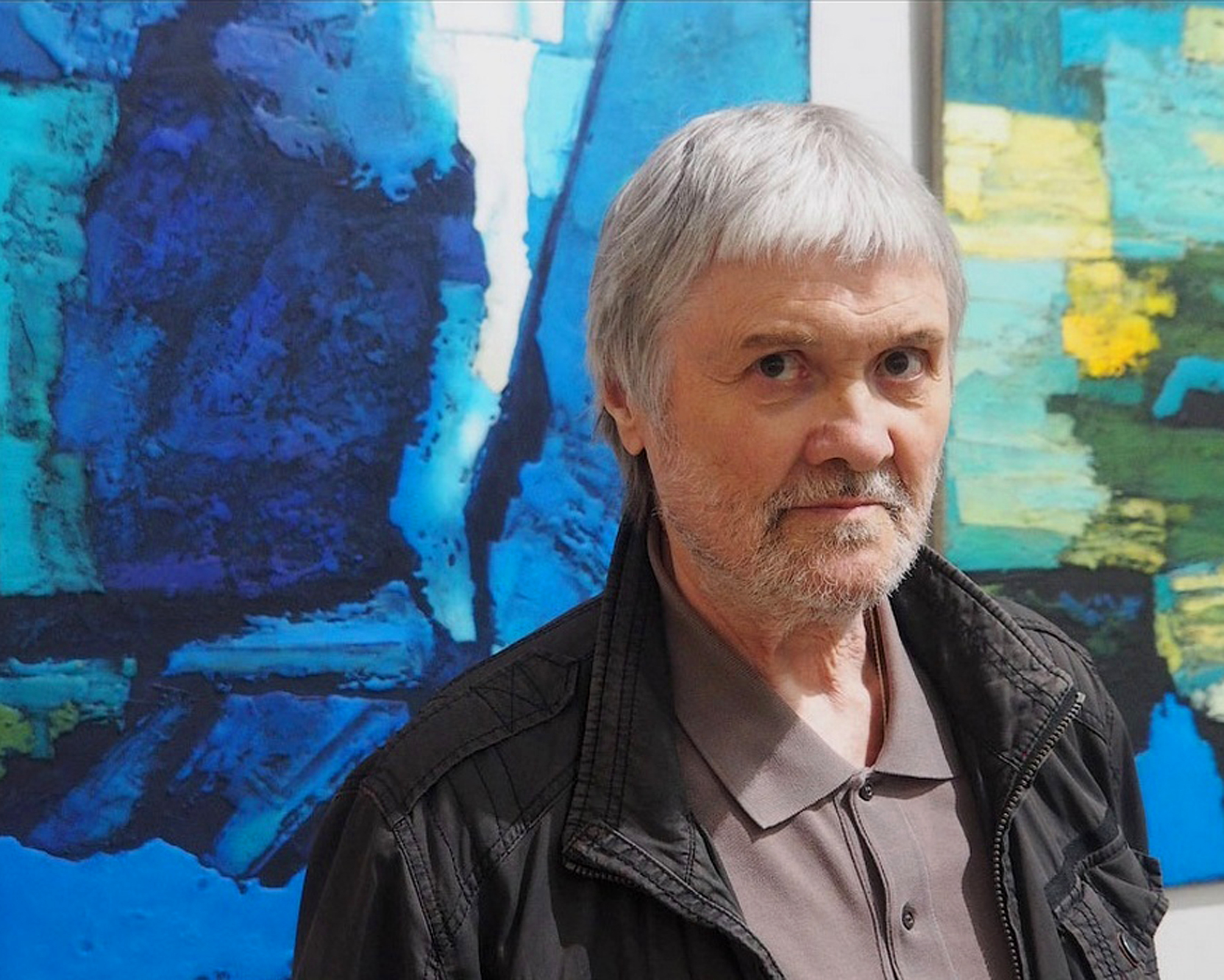
Вячеслав Михайлов. 2023
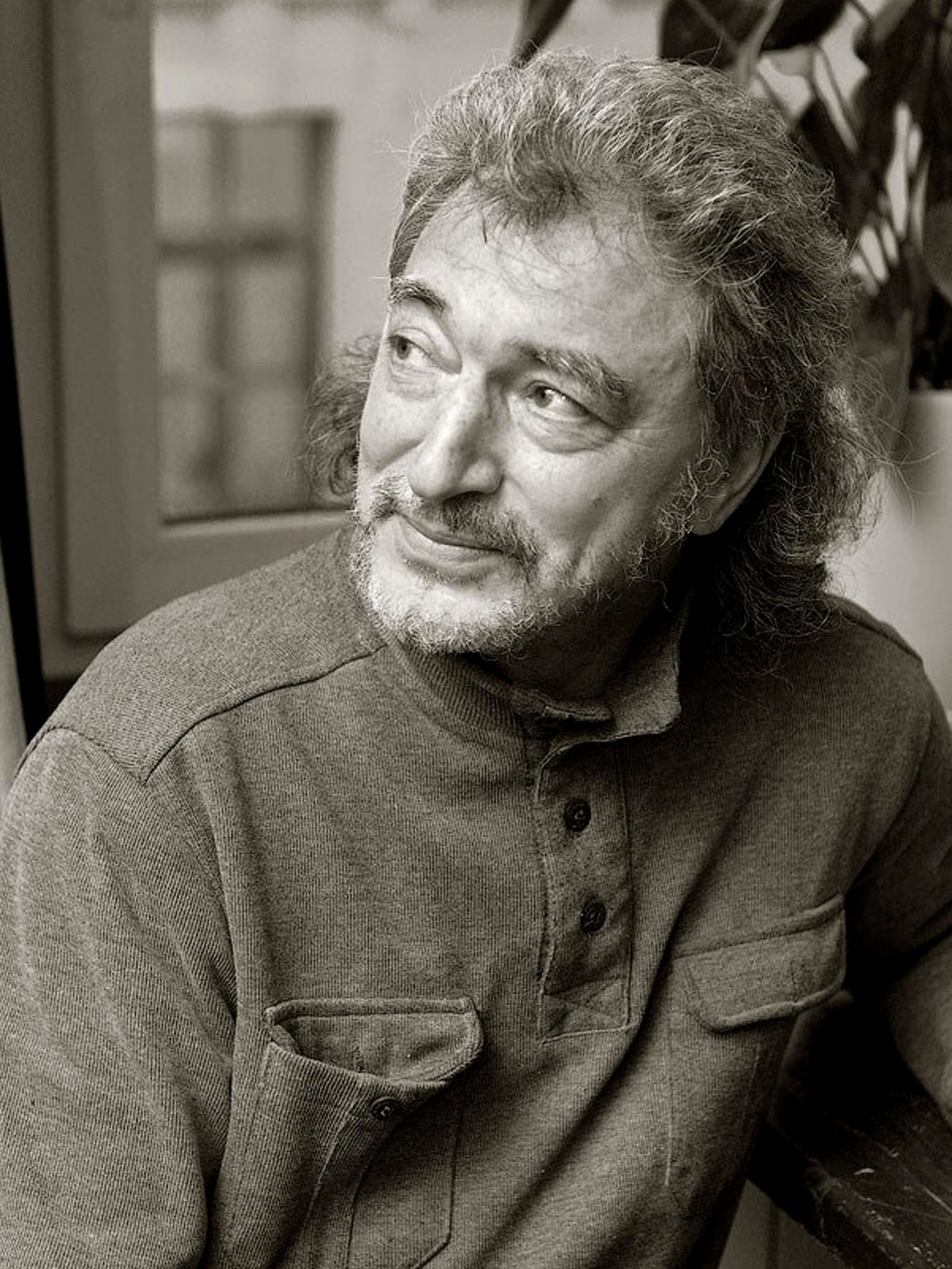
Дмитрий Северюхин. 2014
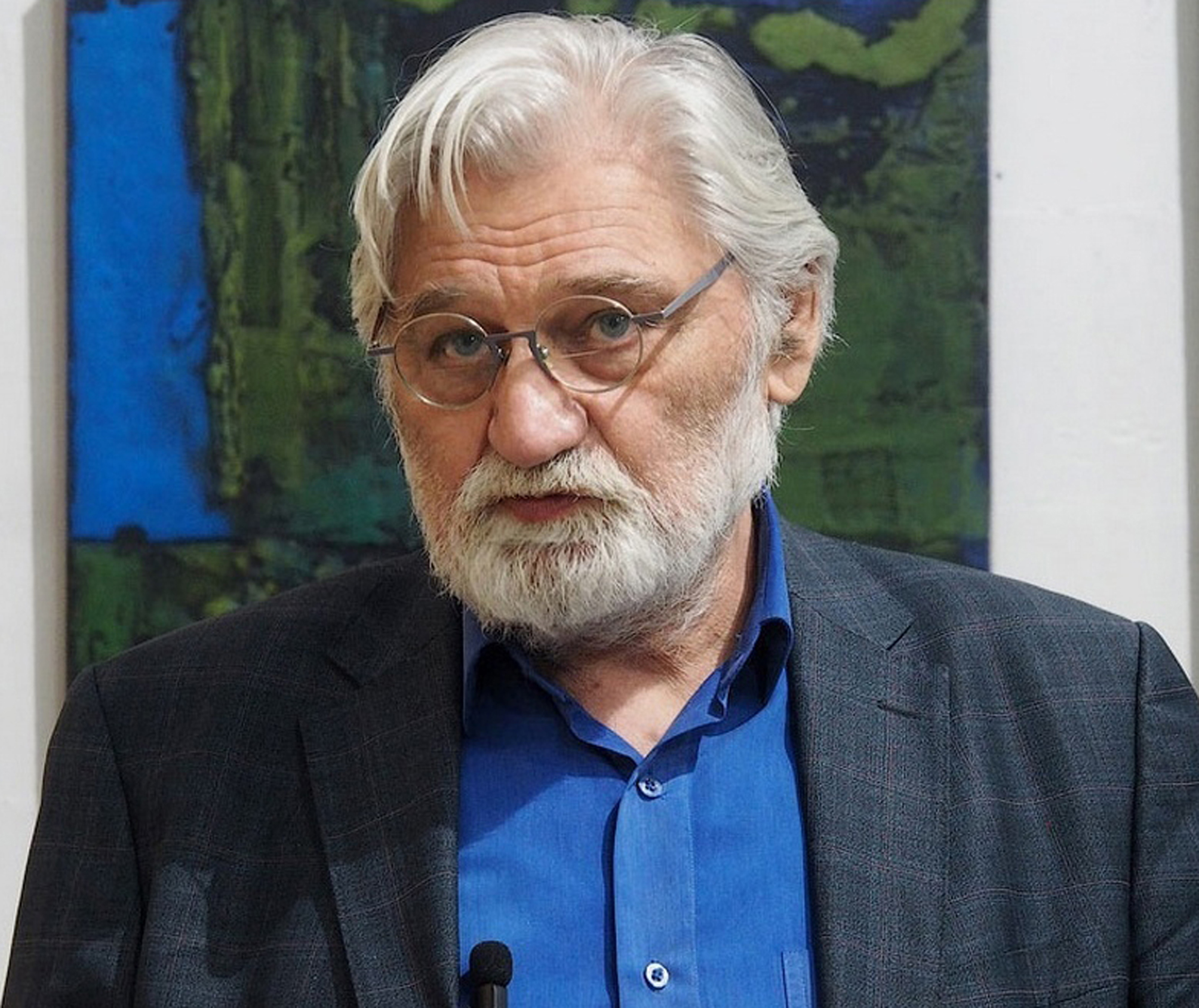
Алексей Талащук. 2023
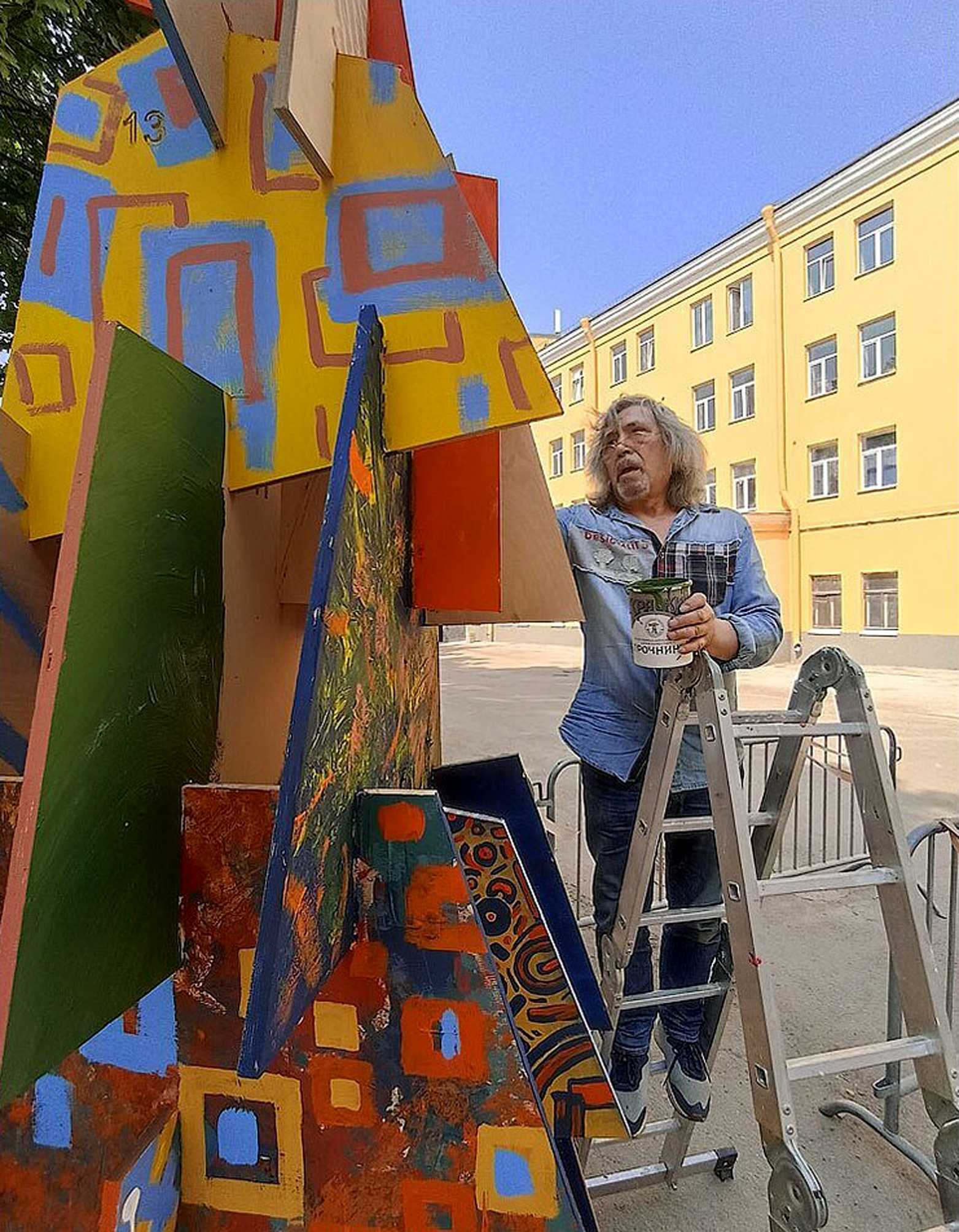
Латиф Казбеков. 2023
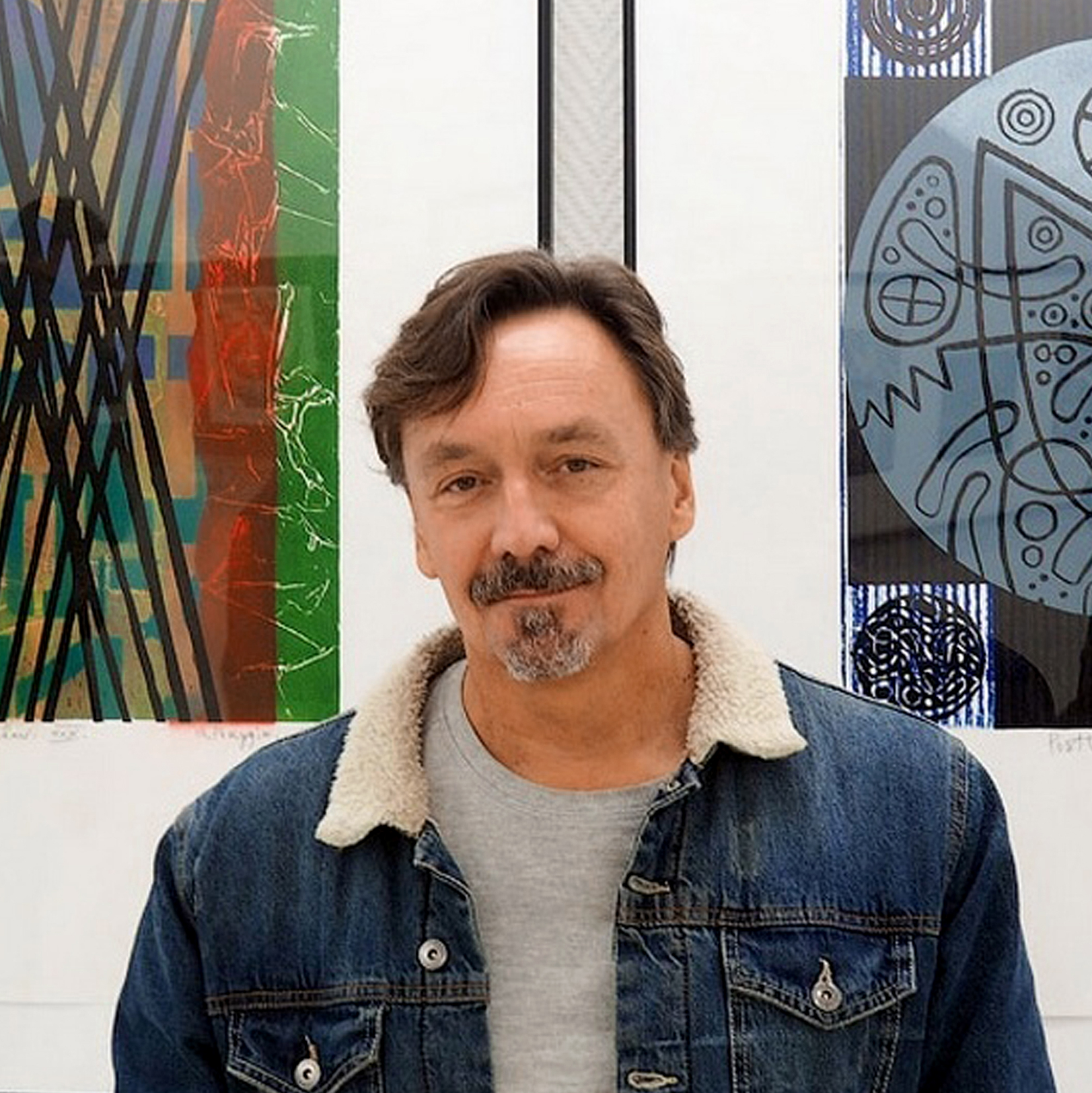
Алексей Парыгин. 2022
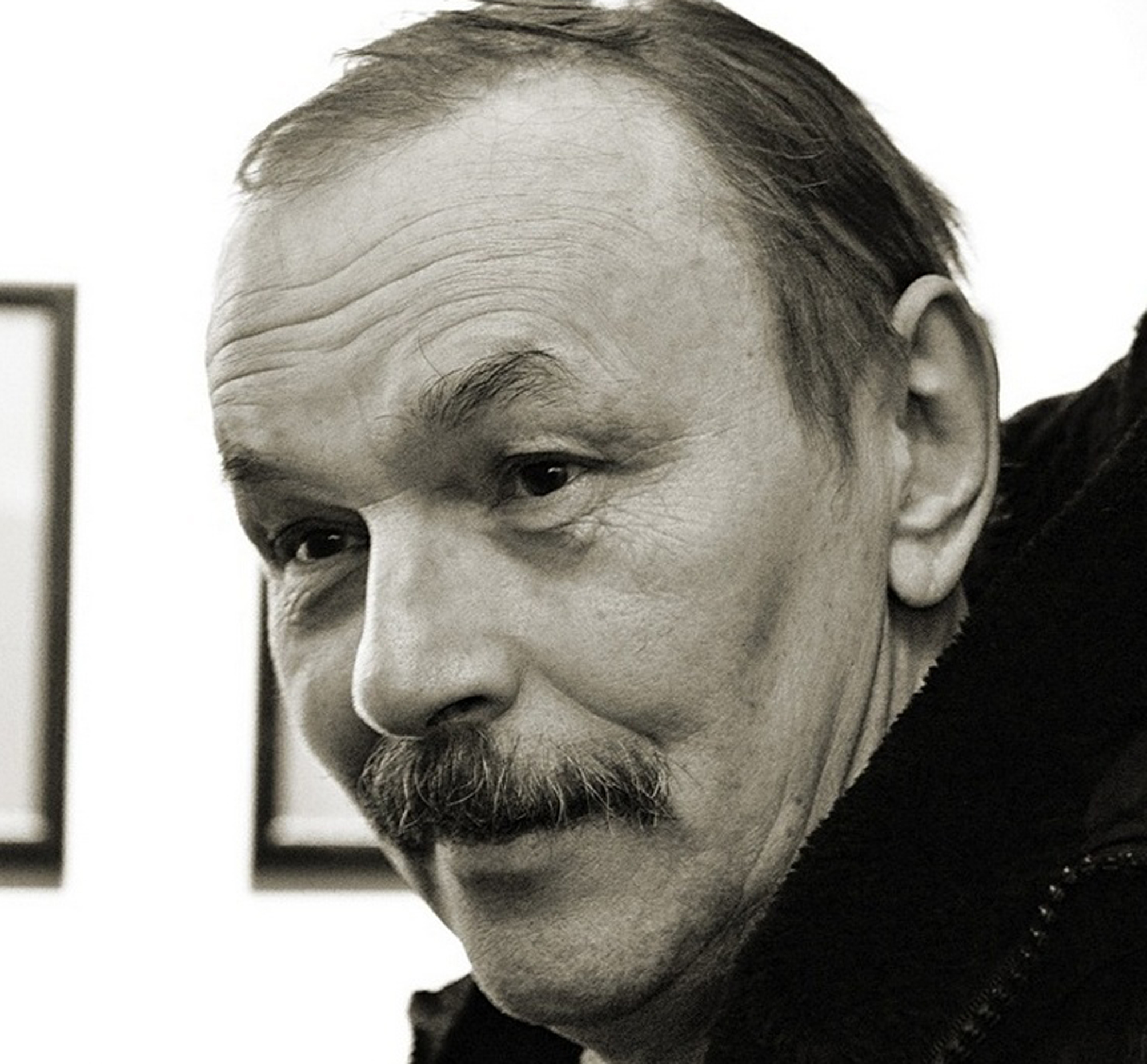
Владимир Шинкарёв. 2014
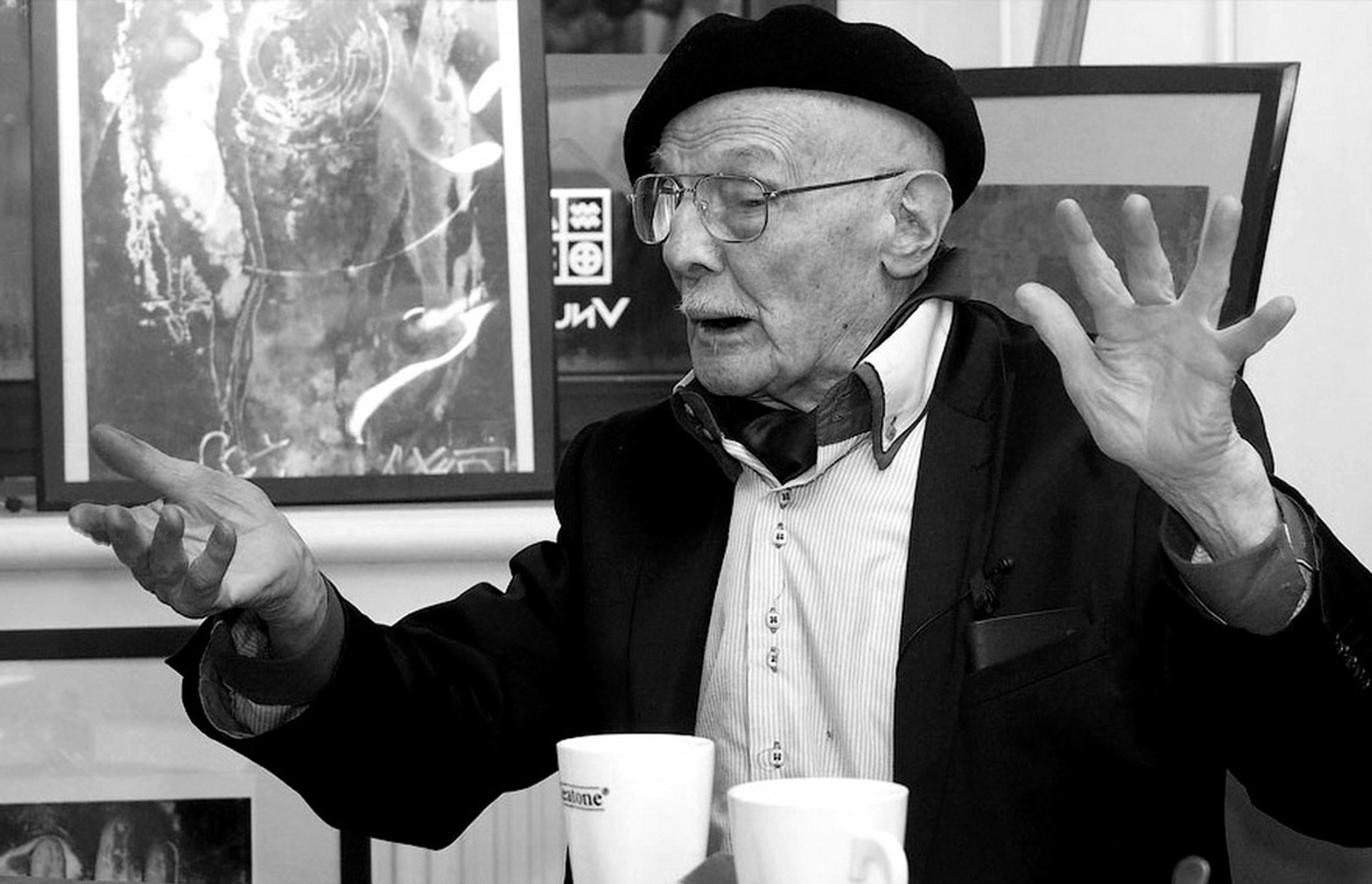
Валентин Самарин. 2019
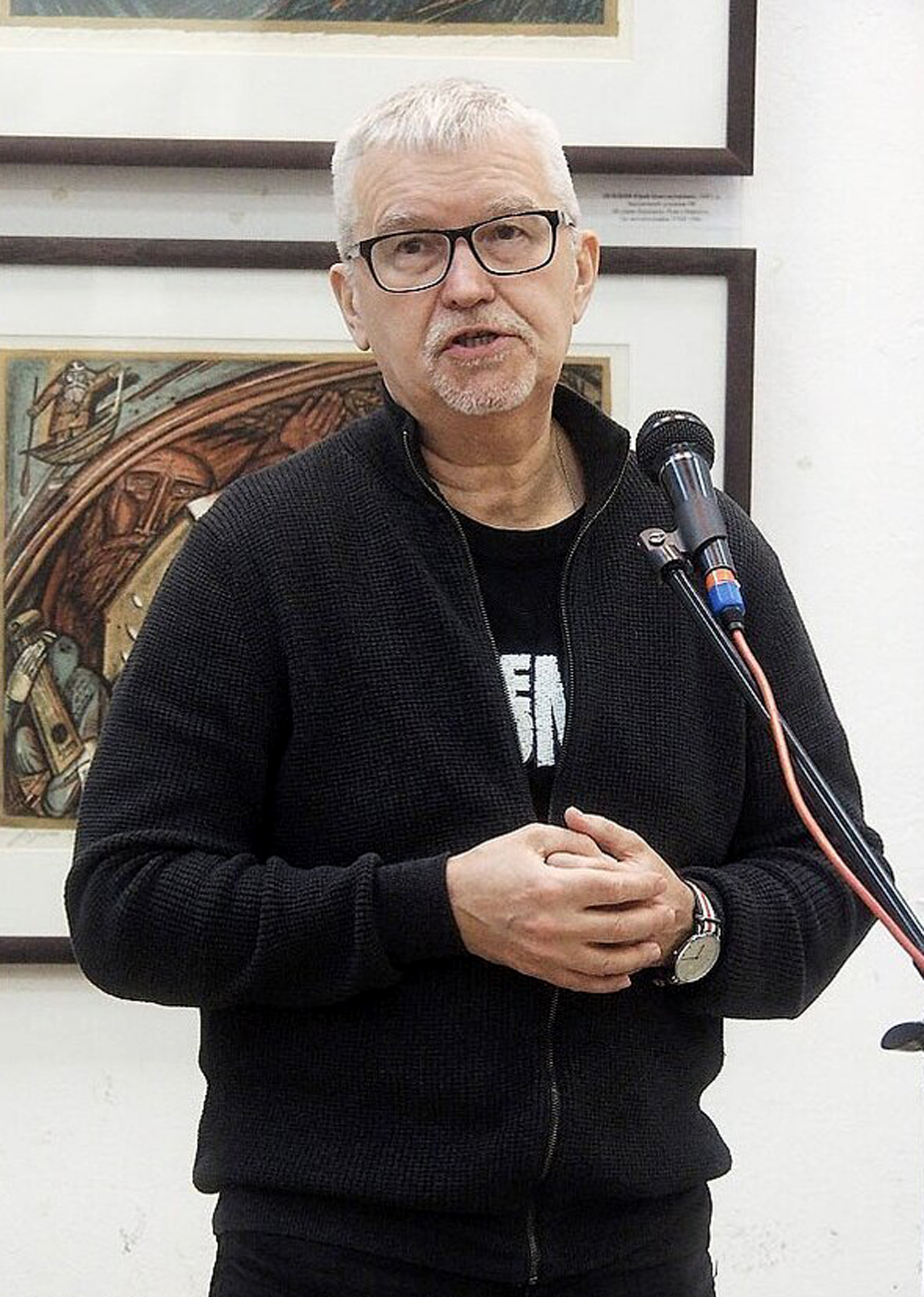
Николай Кононихин. 2020
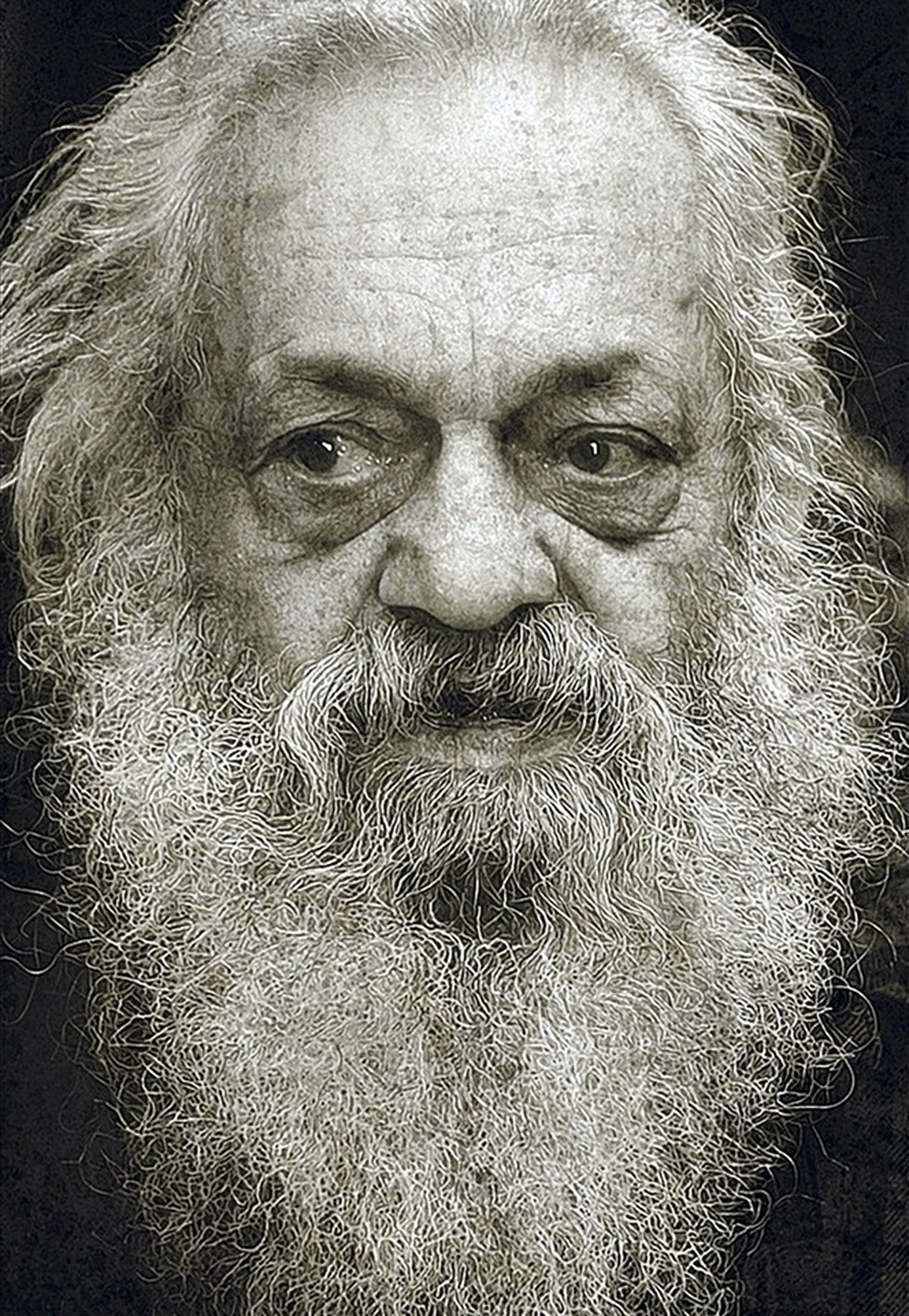
Константин Симун. 2018
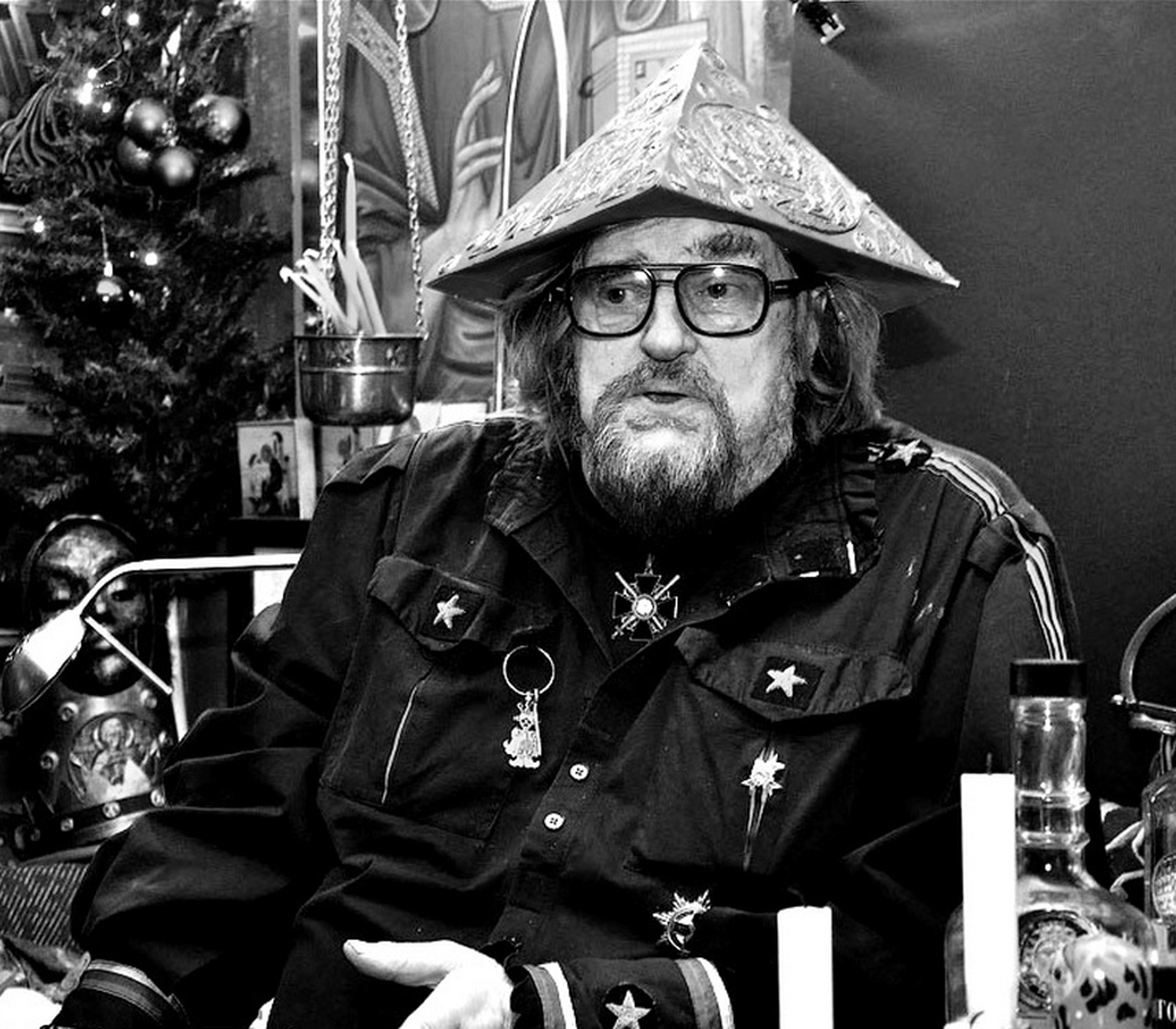
Андрей Геннадиев. 2018